# Macken – Roy’s & Roger’s Bilservice
Macken – Roys & Rogers bilservice: en film om två bröder och en mack är en svensk film från 1990 av och med Galenskaparna och After Shave. Filmen är en uppföljare till TV-serien Macken om bröderna Roy och Roger som äger en bensinmack. I huvudrollerna ses Anders Eriksson (Roy) och Jan Rippe (Roger).

## Handling
När Roger äntligen har lyckats hitta en kvinna får Roy infallet att bröderna ska leta reda på sin far. På vägen träffar de den beige kunden, husvagnsfamiljen och flera andra ur TV-serien. När de väl träffar sin far, inser de att han inte är som de trodde.

## Roller
| Anders Eriksson      | – Roy                                   |
| Jan Rippe            | – Roger                                 |
| Kerstin Granlund     | – Maj, Lisbet och Eivor                 |
| Claes Eriksson       | – Rolf Dahlén                           |
| Per Fritzell         | – Karl Milton                           |
| Peter Rangmar        | – Örjan Lundal                          |
| Knut Agnred          | – Hans Ullén                            |
| Håkan Johannesson    | – Sture                                 |
| Sven Melander        | – Tryggve Uppstedt                      |
| Laila Westersund     | – Svea Persson, Roys och Rogers mamma   |
| Magnus Härenstam     | – Edvard                                |
| Charlotte Strandberg | – Cornelia                              |
| Hans Alfredson       | – Edvard Persson, Roys och Rogers pappa |
| Folke Lind           | – Ålborg                                |
| Gösta Krantz         | – herr Lundin                           |
| Berit Hallén         | – fru Lundin                            |
| Monica Dominique     | – Hjördis                               |
| Steen Rasmussen      | – portier                               |
| Tintin Anderzon      | – receptionist                          |
| Fia Håkanson         | – receptionist                          |

## Om filmen
År 1986 kom TV-serien Macken, Galenskaparna och After Shaves genombrott. Serien, som sändes i sex avsnitt, följdes av ett enormt stort publiktryck, varför kritiker undrade om man inte skulle följa upp serien med fler avsnitt, en julkalender i TV eller liknande, men Claes Eriksson sade då till media att det räckte med sex avsnitt, och att han inte ville göra någon uppföljare.
Trots detta producerade man en långfilm 1990, fyra år efter TV-serien. Långfilmen Macken kallas därför ibland även för Macken del 7. Filmen spelades in i Bitterna utanför Vedum, där även Galenskaparna och After Shaves året efter spelade in långfilmen Stinsen brinner. Macken där filmen spelades in brann ner under 2014. Under 2024 startades dock ett crowdfunding-projekt för att återuppbygga macken.

## Musik
I filmen förekommer bland annat låtarna "Gôtt å leva" och "Kärlek är större än bilar". Dessa låtar är med på samlingsskivan En go' box. "Gôtt å leva" är även med på samlingsskivan Bästisar.

## Visning på TV
Macken – Roy’s & Roger’s Bilservice har visats i SVT, bland annat 1997, 2000 och i april och december 2020.